# سرخس پاسنجابی
سرخس پاسنجابی (نام علمی: Davallia bullata) نام یک گونه از سرده سرخس‌های پاخرگوشی است.